# Coppa del Mondo di cricket 1983
La Coppa del Mondo di cricket 1983 (chiamata anche Prudential Cup 1983) fu la terza edizione del torneo mondiale di cricket. Fu disputata dal 9 giugno al 25 giugno 1983, per la terza volta consecutiva in Inghilterra, tuttavia alcune partite si disputarono in Galles, e vide la partecipazione di 8 squadre.
La vittoria finale andò alla selezione dell'India, che in finale sconfisse i campioni in carica delle Indie Occidentali.

## Partecipanti
Al torneo presero parte sette delle otto nazioni full member (il Sudafrica fu bandito a causa dell'apartheid). La restante nazione (Zimbabwe) si qualificò vincendo l'ICC Trophy 1982.

### Gruppo A
- Inghilterra
- Nuova Zelanda
- Sri Lanka
- Pakistan

### Gruppo B
- Indie Occidentali
- India
- Zimbabwe
- Australia

## Formula
La formula rimase uguale a quella dei due precedenti tornei, con una sola differenza nei gironi preliminari. Le 8 squadre partecipanti furono divise in due gruppi da 4 squadre ciascuno. Ognuno dei gironi era un girone all'italiana in cui le squadre affrontavano tutte le altre del gruppo in partite di andata e ritorno (nelle precedenti edizioni si erano giocate partite di sola andata), al termine di tutte le partite del girone le prime due squadre si qualificavano alle semifinali incrociate (la prima di un gruppo con la seconda dell'altro). Le vincenti delle semifinali si giocavano la finalissima.

## Fase a gironi

### Gruppo A

#### Partite
| Data           | Luogo                                                | In battuta (nel I innings)             | Al lancio (nel I innings)              | Risultato                                                                              |
| -------------- | ---------------------------------------------------- | -------------------------------------- | -------------------------------------- | -------------------------------------------------------------------------------------- |
| 9 giugno 1983  | The Oval Londra                                      | Inghilterra 322/6 (60 overs)           | Nuova Zelanda 216/all out (59 overs)   | ENG vince di 106 runs                                                                  |
| 9 giugno 1983  | St. Helen's Rugby and Cricket Ground Swansea, Galles | Pakistan 338/5 (60 overs)              | Sri Lanka 288/9 (60 overs)             | PAK vince di 50 runs                                                                   |
| 11 giugno 1983 | County Cricket Ground, Taunton Taunton               | Inghilterra 339/9 (60 overs)           | Sri Lanka 286/all out (58 overs)       | ENG vince di 47 runs                                                                   |
| 11 giugno 1983 | Edgbaston Cricket Ground Birmingham                  | Nuova Zelanda 238/9 (60 overs)         | Pakistan 186/all out (55.2 overs)      | NZL vince di 52 runs Partita sospesa dopo 56 overs della NZL e completata il 12 giugno |
| 13 giugno 1983 | Lord's Cricket Ground Londra                         | Pakistan 193/8 (60 overs)              | Inghilterra 199/2 (50.4 overs)         | ENG vince di 8 wickets                                                                 |
| 13 giugno 1983 | County Cricket Ground, Bristol Bristol               | Sri Lanka 206/all out (56.1 overs)     | Nuova Zelanda 209/5 (39.2 overs)       | NZL vince di 5 wickets                                                                 |
| 15 giugno 1983 | Edgbaston Cricket Ground Birmingham                  | Inghilterra 234/all out (55.2 overs)   | Nuova Zelanda 238/8 (59.5 overs)       | NZL vince di 2 wickets                                                                 |
| 16 giugno 1983 | Headingley Cricket Ground Leeds                      | Pakistan 235/7 (60 overs)              | Sri Lanka 224/all out (58.3 overs)     | PAK vince di 11 runs                                                                   |
| 18 giugno 1983 | Old Trafford Cricket Ground Manchester               | Pakistan 232/8 (60 overs)              | Inghilterra 233/3 (57.2 overs)         | ENG vince di 7 wickets                                                                 |
| 18 giugno 1983 | County Cricket Ground, Derby Derby                   | Nuova Zelanda 181/all out (58.2 overs) | Sri Lanka 184/7 (52.5 overs)           | SRI vince di 3 wickets                                                                 |
| 20 giugno 1983 | Headingley Cricket Ground Leeds                      | Sri Lanka 136/all out (50.4 overs)     | Inghilterra 137/1 (24.1 overs)         | ENG vince di 9 wickets                                                                 |
| 20 giugno 1983 | Trent Bridge Nottingham                              | Pakistan 261/3 (60 overs)              | Nuova Zelanda 250/all out (59.1 overs) | PAK vince di 11 runs                                                                   |

#### Classifica
| Team          | Pts | Pld | W | L | NR | RR    |
| ------------- | --- | --- | - | - | -- | ----- |
| Inghilterra   | 20  | 6   | 5 | 1 | 0  | 4.671 |
| Pakistan      | 12  | 6   | 3 | 3 | 0  | 4.014 |
| Nuova Zelanda | 12  | 6   | 3 | 3 | 0  | 3.927 |
| Sri Lanka     | 4   | 6   | 1 | 5 | 0  | 3.752 |

### Gruppo B

#### Partite
| Data           | Luogo                                        | In battuta (nel I innings)         | Al lancio (nel I innings)                  | Risultato                                                                               |
| -------------- | -------------------------------------------- | ---------------------------------- | ------------------------------------------ | --------------------------------------------------------------------------------------- |
| 9 giugno 1983  | Trent Bridge Nottingham                      | Zimbabwe 239/6 (60 overs)          | Australia 226/7 (60 overs)                 | ZIM vince di 13 runs                                                                    |
| 9 giugno 1983  | Old Trafford Cricket Ground Manchester       | India 262/8 (60 overs)             | Indie Occidentali 228/all out (54.1 overs) | IND vince di 34 runs Partita sospesa dopo 22 overs delle WIN e completata il 10 giugno  |
| 11 giugno 1983 | Headingley Cricket Ground Leeds              | Indie Occidentali 262/9 (60 overs) | Australia 151/all out (30.3 overs)         | WIN vince di 101 runs Partita sospesa dopo 42 overs delle WIN e completata il 12 giugno |
| 11 giugno 1983 | Grace Road Leicester                         | Zimbabwe 155/all out (51.4 overs)  | India 157/5 (37.3 overs)                   | IND vince di 5 wickets                                                                  |
| 13 giugno 1983 | Trent Bridge Nottingham                      | Australia 320/9 (60 overs)         | India 158/all out (37.5 overs)             | AUS vince di 162 runs                                                                   |
| 13 giugno 1983 | New Road Worcester                           | Zimbabwe 217/7 (60 overs)          | Indie Occidentali 218/2 (48.3 overs)       | WIN vince di 8 wickets                                                                  |
| 15 giugno 1983 | The Oval Londra                              | Indie Occidentali 282/9 (60 overs) | India 216/all out (53.1 overs)             | WIN vince di 66 runs                                                                    |
| 16 giugno 1983 | County Ground, Southampton Southampton       | Australia 272/7 (60 overs)         | Zimbabwe 240/all out (59.5 overs)          | AUS vince di 32 runs                                                                    |
| 18 giugno 1983 | Lord's Cricket Ground Londra                 | Australia 273/6 (60 overs)         | Indie Occidentali 276/3 (57.5 overs)       | WIN vince di 7 wickets                                                                  |
| 18 giugno 1983 | Nevill Ground Royal Tunbridge Wells          | India 266/8 (60 overs)             | Zimbabwe 235/all out (57 overs)            | IND vince di 31 runs                                                                    |
| 20 giugno 1983 | County Cricket Ground, Chelmsford Chelmsford | India 247/all out (55.5 overs)     | Australia 129/all out (38.2 overs)         | IND vince di 118 runs                                                                   |
| 20 giugno 1983 | Edgbaston Cricket Ground Birmingham          | Zimbabwe 171 (60 overs)            | Indie Occidentali 172/0 (45.1 overs)       | WIN vince di 10 wickets                                                                 |

#### Classifica
| Team              | Pts | Pld | W | L | NR | RR    |
| ----------------- | --- | --- | - | - | -- | ----- |
| Indie Occidentali | 20  | 6   | 5 | 1 | 0  | 4.308 |
| India             | 16  | 6   | 4 | 2 | 0  | 3.870 |
| Australia         | 8   | 6   | 2 | 4 | 0  | 3.808 |
| Zimbabwe          | 4   | 6   | 1 | 5 | 0  | 3.492 |

## Eliminazione diretta
|  | Semifinali        | Semifinali        | Semifinali        |                   |        | Finale | Finale | Finale |  |
|  |                   |                   |                   |                   |        |        |        |        |  |
|  | Inghilterra       | Inghilterra       | 213/ao            |                   |        |        |        |        |  |
|  | Inghilterra       | Inghilterra       | 213/ao            |                   |        |        |        |        |  |
|  | India             | India             | 217/4             |                   |        |        |        |        |  |
|  | India             | India             | 217/4             |                   | India  | India  | 183/ao |        |  |
|  |                   |                   |                   |                   | India  | India  | 183/ao |        |  |
|  |                   |                   | Indie Occidentali | Indie Occidentali | 140/ao |        |        |        |  |
|  | Pakistan          | Pakistan          | Indie Occidentali | Indie Occidentali | 140/ao | 184/8  |        |        |  |
|  | Pakistan          | Pakistan          |                   |                   |        |        |        |        |  |
|  | Indie Occidentali | Indie Occidentali | 188/2             |                   |        |        |        |        |  |

### Semifinali
| Data           | Luogo                                  | In battuta (nel I innings)         | Al lancio (nel I innings)            | Risultato              |
| -------------- | -------------------------------------- | ---------------------------------- | ------------------------------------ | ---------------------- |
| 22 giugno 1983 | Old Trafford Cricket Ground Manchester | Inghilterra 213/all out (60 overs) | India 217/4 (54.4 overs)             | IND vince di 6 wickets |
| 22 giugno 1983 | The Oval Londra                        | Pakistan 184/8 (60 overs)          | Indie Occidentali 188/2 (48.4 overs) | WIN vince di 8 wickets |

### Finale
| Data           | Luogo                        | In battuta (nel I innings)     | Al lancio (nel I innings)                | Risultato            |
| -------------- | ---------------------------- | ------------------------------ | ---------------------------------------- | -------------------- |
| 25 giugno 1983 | Lord's Cricket Ground Londra | India 183/all out (54.4 overs) | Indie Occidentali 140/all out (52 overs) | IND vince di 43 runs |